# Kevin Buckler
Kevin Buckler (Coral Gables, Florida, 9 februari 1959) is een Amerikaans autocoureur, teameigenaar en wijnboer. In 2003 won hij de 24 uur van Daytona.

## Carrière
Buckler begon zijn autosportcarrière aan het eind van de jaren '80. In 1992 richtte hij samen met zijn vrouw Debra zijn eigen autosportteam The Racer's Group op, dat deelneemt aan verschillende kampioenschappen, zoals de American Le Mans Series, het IMSA SportsCar Championship en, tot 2011, de NASCAR. In 1995 begon hij als professioneel coureur deel te nemen aan races. Datzelfde jaar begon hij in het Californische Sonoma zijn eigen wijngoed, genaamd Adobe Road Winery, dat verantwoordelijk is voor de vinificatie van onder meer Cabernet Franc, Cabernet Sauvignon en Sauvignon Blanc.
In 2002 won Buckler de GT-klasse van zowel de 24 uur van Daytona als de 24 uur van Le Mans. In Daytona deelde hij deze zege met Michael Schrom, Jörg Bergmeister en Timo Bernhard, terwijl hij in Le Mans samen met Bernhard en Lucas Luhr wist te winnen. Ook werd hij dat jaar tweede in de GT-klasse van zowel de American Le Mans Series als de Rolex Sports Car Series. In 2003 won Buckler de algehele 24 uur van Daytona, opnieuw samen met Schrom, Bernhard en Bergmeister. In de 24 uur van Le Mans werd hij met Bergmeister vijfde in de GT-klasse. 2004 was zijn laatste seizoen als fulltime coureur, waarin hij vierde werd in de GT-klasse van de  Rolex Sports Car Series. Hij zou wel tot 2015 af en toe deelnemen aan losse races.